# Diclorofeno
Diclorofeno é um fármaco usado no tratamento de verminoses por tênia.